# 中路道
中路道（ちゅうろ-どう）は中華民国北京政府により設置された遼寧省の道。

## 沿革
1913年（民国2年）2月に成立、観察使は瀋陽県に置かれ、下部に瀋陽、鉄嶺、開原、東豊、西豊、西安、撫順、本渓、海竜、輝南、柳河の11県を管轄した。財政難を理由に同年9月に廃止となり、管轄県は南路道及び東路道に編入された。

## 行政区画
廃止直前の下部行政区画は下記の通り。（50音順）
- 開原県
- 海竜県
- 輝南県
- 瀋陽県
- 西安県
- 西豊県
- 鉄嶺県
- 東豊県
- 撫順県
- 本渓県
- 柳河県